# Österbotten (nyt landskab)
 For alternative betydninger, se Österbotten. (Se også artikler, som begynder med Österbotten)
Österbotten (finsk: Pohjanmaan maakunta) er et landskab og en sekundærkommune i det vestlige Finland. 177.401 indbyggere (30.6. 2024).

## Naboer
Österbotten grænser i syd til op Satakunda, i vest til Bottenhavet, Norra Kvarken og Bottenbugten, i nordøst til Mellersta Österbotten og i øst til Södra Österbotten. Vasa er hovedby i landskabet.

## Region
Österbotten hører administrativt under Vest og Indre Finlands regionsforvaltning. Det samme gør landskaberne Södra Österbotten, Birkaland, Mellersta Österbotten og Mellersta Finland. 

## Det historiske Österbotten
I sin nuværende form er landskabet Österbotten oprettet i 1998. 
Det historiske landskab Österbotten var meget større end det nuværende landskab. Tidligere omfattede landskabet nemlig: det nuværende Österbotten, Södra Österbotten, Mellersta Österbotten, Norra Österbotten, Kajanaland samt den sydlige del af Lappi. Området øst for Salla og Kuusamo blev erobret af Sovjetunionen under Vinterkrigen. Alakurtti er største by i den afståede Salla-albue.
Det historiske landskab omfattede hele 36 % af Finlands daværende areal.

## Nutid
Det nuværende landskab Österbotten er det eneste finske landskab, hvor der er et svensktalende flertal (50,95 % af indbyggerne i 2009).

## Kommuner
Der er 14 kommuner i  Österbotten . De seks bykommuner (städer) er skrevet med fed skrift. 
| - Storkyro (Isokyrö) (1) - Jakobstad (Pietarsaari) (2) - Kaskö (Kaskinen) (3) - Korsholm (Mustasaari) (4) - Korsnäs (5) - Kristinestad (Kristiinankaupunki) (6) - Kronoby (Kruunupyy) (7) - Laihela (Laihia) (8) - Larsmo (Luoto) (9) - Malax (Maalahti) (10) - Närpes (Närpiö) (11) - Nykarleby (Uusikaarlepyy) (12) - Pedersöre (Pedersören kunta) (14) - Vasa (Vaasa) (15) - Lillkyro (Vähäkyrö) (16) - Vörå (Vöyri) (17+13) | Österbottens kommuner |

Administrativt hører landskabet og dets kommuner under Vest og Indre Finlands regionsforvaltning.
63°N 22°Ø / 63°N 22°Ø